# Orcaella brevirostris
L'orcella asiatica  o delfino di Irrawaddy  (Orcaella brevirostris) è una specie di delfino che vive nei pressi delle coste e negli estuari di alcune regioni dell'Asia sud-orientale.

## Anatomia e morfologia

Dimensioni di O. brevirostris in rapporto a H.sapiens

Questa specie ha un grosso melone e una testa smussata e arrotondata. Il rostro è indistinto. La pinna dorsale è breve, smussata e triangolare. È situata a circa due-terzi della lunghezza del dorso. Le pinne pettorali sono lunghe e larghe. Presenta ovunque una colorazione chiara - leggermente più bianca sulle regioni inferiori che sul dorso.
La lunghezza è di circa 1 m alla nascita e 2,3 m alla piena maturità. Il neonato pesa circa 10 kg mentre gli adulti possono raggiungere i 130 kg. La durata della vita è di circa 30 anni.
L'orcella asiatica è un nuotatore lento. Affiora in superficie rotolando su se stesso e lasciando immersa completamente solo la punta della coda.
Sputano getti d'acqua dalla bocca mentre tengono la testa fuor d'acqua. Agli esemplari di questa specie tenuti in cattività è stato insegnato a farlo su richiesta.

## Distribuzione

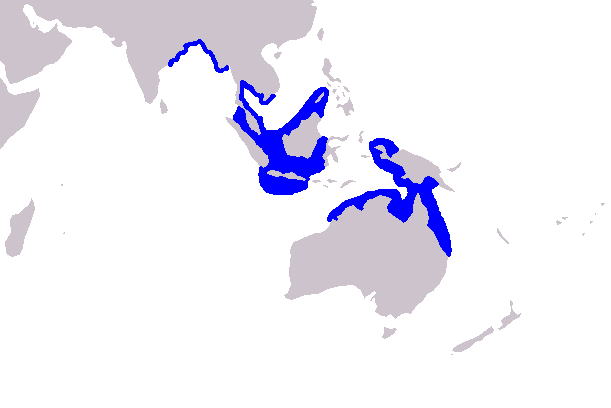
Areale

Sebbene a volte venga chiamato in inglese delfino di fiume dell'Irrawaddy non è un vero delfino di fiume, ma un delfino oceanico che vive nei pressi delle coste ed entra nei fiumi, inclusi il Gange e il Mekong, così come l'Ayeyarwady (Irrawaddy) da cui ha preso il nome comune inglese (Irrawaddy dolphin, delfino di Irrawaddy). Il suo areale si estende dalla baia del Bengala alla Nuova Guinea e all'Australia settentrionale.
Nelle Filippine esiste una piccola popolazione di O. brevirostris nello stretto di Malampaya, nella parte settentrionale dell'isola di Palawan. I delfini sono confinati alle regioni interne dello stretto, mentre i più comuni tursiopi vivono nelle regioni confinanti questo loro piccolo rifugio. La popolazione fu scoperta e descritta per la prima volta nel 1986 e a quei tempi consisteva di 77 individui. A causa delle attività antropogeniche questo numero si è ridotto a 47 delfini nel 2007.

## Etimologia e storia tassonomica
L'orcella asiatica venne identificata da Sir Richard Owen nel 1866 ed è una delle due specie del genere (l'altra è l'orcella australiana, scoperta recentemente). Nell'aspetto è simile al beluga. A volte è stato classificato sia in una famiglia comprendente solamente questa specie che nei Monodontidi e nei Delfinatteridi. Al giorno d'oggi si tende soprattutto a classificarlo nella famiglia dei Delfinidi.
Geneticamente l'orcella asiatica è strettamente imparentata con l'orca. Il nome della specie, brevirostris, deriva dal latino e significa breve rostro. Nel 2005 le analisi genetiche hanno mostrato che l'orcella australiana che vive sulle coste dell'Australia settentrionale forma una seconda specie del genere Orcaella.

## Interazioni con l'uomo
A causa delle loro abitudini costiere le orcelle asiatiche sono più suscettibili alle interferenze di altri delfini di fiume. La minaccia più diretta è la cattura per il loro olio. Come specie minacciata sono protetti legalmente dalla caccia, anche se è difficile far rispettare la legge lungo decine di migliaia di miglia di linea costiera. Intrappolamenti nelle reti da pesca e morti a causa dei danni causati dagli esplosivi usati nella pesca sono comuni in Vietnam e Thailandia. Da sempre la distribuzione delle sue popolazioni ed il degrado dell'habitat preoccupano i conservazionisti. L'influenza umana, così come le reti poste lungo i canali fluviali, restringono i movimenti ed isolano le popolazioni, causando il loro declino. Si crede che la popolazione del lago Chilka, in India, che ha sofferto a causa delle reti da pesca e delle reti a strascico, sia diminuita a non più di 50 individui.
In Birmania sono stati documentati delle orcelle asiatiche che partecipavano a pesche collettive con uomini che lanciavano le reti verso i pesci guidati verso di loro in risposta ai segnali acustici dei delfini.
Vengono anche fatte esibire nei delfinari. Sebbene questa pratica sia meno comune rispetto al passato ha ancora un significativo impatto locale.

## Conservazione
Considerata nel suo insieme la specie è considerata dalla IUCN come in pericolo. Alcune sub popolazioni, come quelle del fiume Mahakan, del fiume Mekong, del fiume Ayeyarwady, del lago Songkhla e dello stretto di Malampaya, sono considerate in pericolo critico di estinzione.
Secondo uno studio del WWF condotto tra il 2007 e il 2010, la popolazione del fiume Mekong è ridotta ad appena 85 esemplari.

## Riferimenti in letteratura
La Orcaella brevirostris è citata nel romanzo di Amitav Ghosh Il paese delle maree.